# José Linhares
José Linhares, född 28 januari 1886 i Guaramiranga, död 26 januari 1957 i Caxambu, var en brasiliansk jurist. Efter höga befattningar inom rättsväsendet blev han Brasiliens 15:e president under drygt tre månader från 29 oktober 1945 till 31 januari 1946. 

## Biografi
José Linhares föddes i Baturité i Guaramiranga i Ceará. Efter studier, först i medicin och senare i juridik i Rio de Janeiro och Recife tog han juristexamen vid Faculdade de Direito de São Paulo 1908. Han arbetade sedan som advokat i Rio de Janeiro.
Linhares blev domare (ministro) i Federala Högsta Domstolen 1937 och dess president i två perioder från 1945.
Då Getúlio Vargas regim Estado Novo störtades av militären 1945 fanns varken vicepresident eller ett samlat parlament att leda landet. Som högsta juridiska ämbetsman och näst i succesionsordningen kallades Linhares att leda en interimsregering. Under den korta presidentperioden arbetade Linhares för demokratins återinförande och skapandet av Nationella Vägfonden.
José Linhares lämnade över presidentskapet till Eurico Gaspar Dutra som svors in som Brasiliens 16:e president 31 januari 1946.
Övriga befattningar i urval:
- Medlem av Federala Högsta Domstolen, Supremo Tribunal Federal (1935–1956)
- President i Federala Högsta Domstolen (1945–1949 och 1951–1956)
- President i Högsta Valdomstolen, Tribunal Superior Eleitoral, (1946–1947)